# 孔特勒沃
孔特勒沃（法語：Contrevoz，法語發音：[kɔ̃tʁəvo]）是法国东部安省的一个市镇，属于贝莱区。

## 地理
孔特勒沃（45°48'22"N, 5°37'42"E）面积14.18 平方千米，位于法国奥弗涅-罗讷-阿尔卑斯大区安省，该省份为法国东部省份，北起汝拉省，西北接索恩-卢瓦尔省，西接罗讷省和里昂大都会，南至伊泽尔省，东与萨瓦省、上萨瓦省和瑞士接壤。
与孔特勒沃接壤的市镇（或旧市镇、城区）包括：昂代尔和孔东、谢尼约拉巴尔姆、伊尼蒙、圣日耳曼莱帕鲁瓦斯、沙泽-邦。

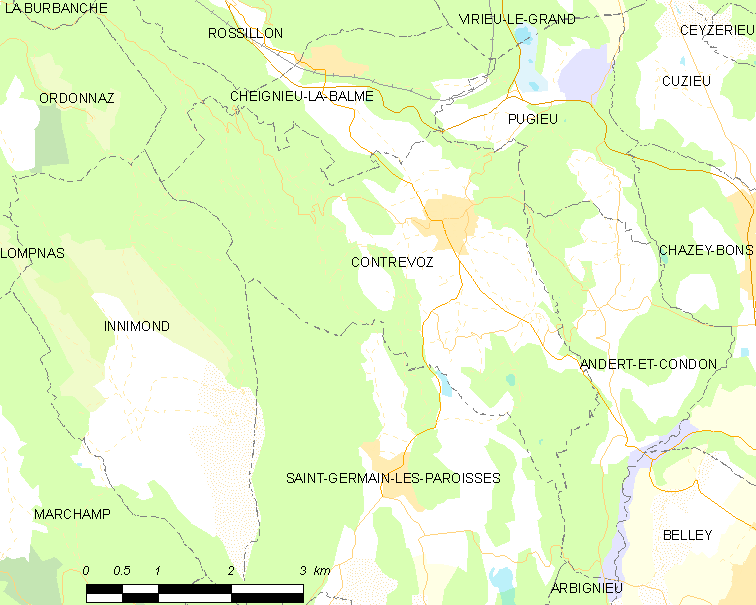
孔特勒沃的OSM定位图

孔特勒沃的时区为UTC+01:00、UTC+02:00（夏令时）。

## 行政
孔特勒沃的邮政编码为01300，INSEE市镇编码为01116。

## 政治
孔特勒沃所属的省级选区为贝莱县。

## 人口

1962-2008年间孔特勒沃人口变化图示

孔特勒沃于2022年1月1日时的人口数量为489人。